# Prix jeunesse (Festival d'Angoulême)
 (juin 2019).
- Si vous ne connaissez pas le sujet, laissez ce bandeau (vous pouvez alors contacter les auteurs).
- Si vous supprimez le contenu mis en cause (vous pouvez préalablement contacter les auteurs),

argumentez précisément cette suppression dans la page de discussion
(un manque de référence n'est pas un argument ; une recherche réelle de référence doit avoir été effectuée, être formellement documentée).
Le prix jeunesse est un prix de bande dessinée récompensant un album destiné à la jeunesse remis chaque année au Festival international de la bande dessinée d'Angoulême. Le jury est constitué d'enfants auxquels est fournie une sélection d'ouvrages sortis dans l'année précédant le festival. Le prix est remis depuis 1981 ; son nom comme sa formule (de 1996 à 2007 deux prix furent remis en fonction de l'âge) ont souvent changé.

## Histoire
En 2019, la création d'un « fauve jeunes adultes » est annoncée pour le lectorat de 13 ans et plus, qui s'ajoute au fauve jeunesse (8-12 ans) et au « prix des écoles, des collèges et des lycées ». Auparavant décerné par un jury d'enfants, le prix jeunesse est présidé par l'autrice Dorothée de Monfreid qui crée pour le festival 2020 le jury jeunesse constitué de professionnels choisissant les Fauves Jeunesse et Jeune Adulte parmi les sélections dédiées.

## Lauréats
| Année | Album récompensé                                                            | Dessin                              | Scénario                            | Éditeur           | Nom du prix                        |
| ----- | --------------------------------------------------------------------------- | ----------------------------------- | ----------------------------------- | ----------------- | ---------------------------------- |
| 1981  | Boule et Bill, t. 18 : Bill est maboul                                      | Jean Roba                           | Jean Roba                           | Dupuis            | Alfred enfant                      |
| 1982  | Yakari, t. 6 : Le Secret de Petit Tonnerre                                  | Derib                               | Job                                 | Le Lombard        | Alfred enfant                      |
| 1983  | L'Étalon noir t. 2 : Black contre Satan                                     | Michel Faure                        | Robert Génin                        | Hachette          | Alfred enfant                      |
| 1984  | Les Schtroumpfs t. 11 : Les Schtroumpf olympique                            | Peyo                                | Peyo                                | Dupuis            | Alfred enfant                      |
| 1985  | Trafic                                                                      | Philippe Sternis                    | Patrick Cothias                     | Okapi BD          | Alfred enfant                      |
| 1986  | Papyrus t. 8 : La Métamorphose d'Imhotep                                    | Lucien De Gieter                    | Lucien De Gieter                    | Dupuis            | Alfred enfant                      |
| 1987  | Tendre Banlieue t. 3 : La Briqueterie                                       | Tito                                | Tito                                | Okapi BD          | Alfred enfant                      |
| 1987  | Léonid Beaudragon t. 1 : Le Fantôme du Mandchou fou                         | Didier Savard                       | Jean-Claude Forest                  | Okapi BD          | Alfred moins de 12 ans             |
| 1988  | Neige t. 1 : Les Brumes aveugles                                            | Gine                                | Didier Convard                      | Le Lombard        | Alfred enfant                      |
| 1988  | Cori le Moussaillon t. 5 : L'Expédition maudite                             | Bob de Moor                         | Bob de Moor                         | Casterman         | Alfred du meilleur album jeunesse  |
| 1989  | Aquablue t. 1 : Nao                                                         | Olivier Vatine                      | Thierry Cailleteau                  | Delcourt          | Alph-Art jeunesse                  |
| 1990  | Robin Dubois, t. 16 : Des « Oh! » et des « Bah! »                           | Turk                                | Bob de Groot                        | Le Lombard        | Alph-Art jeunesse                  |
| 1991  | Billy the Cat, t. 1 : Dans la peau d'un chat                                | Stéphan Colman                      | Stephen Desberg                     | Dupuis            | Alph-Art enfant & jeunesse         |
| 1992  | Le Petit Spirou, t. 2 : Tu veux mon doigt ?                                 | Janry                               | Philippe Tome                       | Dupuis            | Alph-Art jeunesse                  |
| 1993  | Nabuchodinosaure, t. 1 : Prélude à l'apeupréhistoire                        | Roger Widenlocher                   | Herlé                               | Dargaud           | Alph-Art jeunesse                  |
| 1994  | Donito, t. 3 : Le Grand Secret                                              | Didier Conrad                       | Didier Conrad                       | Dupuis            | Alph-Art jeunesse                  |
| 1995  | Mangecœur, t. 2 : Dans le jeu des miroirs                                   | Jean-Baptiste Andréae               | Mathieu Gallié                      | Vents d'Ouest     | Alph-Art jeunesse                  |
| 1996  | Titeuf, t. 4 : C'est pô juste...                                            | Zep                                 | Zep                                 | Glénat            | Alph-Art jeunesse 9-12 ans         |
| 1996  | Toupoil, t. 2 : Le Pic de l'ours                                            | Serge Monfort                       | Serge Monfort                       | Keit & Vimp & Bev | Alph-Art jeunesse 7-8 ans          |
| 1997  | Jérôme K. Jérôme Bloche, t. 11 : Le Cœur à droite                           | Alain Dodier                        | Alain Dodier                        | Dupuis            | Alph-Art jeunesse 9-11 ans         |
| 1997  | Boogy et Rana, t. 1 : L'Étang qui rétrécissait                              | Fabien Rypert                       | Brice Travel                        | Cœur de loup      | Alph-Art jeunesse 7-8 ans          |
| 1998  | Trolls de Troy, t. 1 : Histoires trolles                                    | Jean-Louis Mourier                  | Christophe Arleston                 | Soleil            | Alph-Art jeunesse 9-12 ans         |
| 1998  | Jojo & Paco, t. 1 : Jojo et Paco font la java                               | Isabelle Wilsdorf                   | Isabelle Wilsdorf                   | Delcourt          | Alph-Art jeunesse 7-8 ans          |
| 1999  | La Quête de l'oiseau du temps, t. 5 : L'Ami Javin                           | Lidwine                             | Serge Le Tendre                     | Dargaud           | Alph-Art jeunesse 9-12 ans         |
| 1999  | Tom-Tom et Nana, t. 23 : Dégâts à gogo                                      | Bernadette Després                  | Jacqueline Cohen                    | Bayard Presse     | Alph-Art jeunesse 7-8 ans          |
| 1999  | Tom-Tom et Nana, t. 23 : Dégâts à gogo                                      | Bernadette Després                  | Évelyne Reberg                      | Bayard Presse     | Alph-Art jeunesse 7-8 ans          |
| 2000  | Lanfeust de Troy, t. 7 : Les Pétaures se cachent pour mourir                | Didier Tarquin                      | Christophe Arleston                 | Soleil            | Alph-Art jeunesse 9-12 ans         |
| 2000  | Le Diable aux trois cheveux d'or                                            | Cécile Chicault                     | Cécile Chicault                     | Delcourt          | Alph-Art jeunesse 7-8 ans          |
| 2001  | Les Profs, t. 1 : Interro surprise                                          | Pica                                | Erroc                               | Bamboo            | Alph-Art jeunesse 9-12 ans         |
| 2001  | Un drôle d'ange gardien, t. 1 & 2 : Un zoo à New-York et Diablo et Juliette | Sandrine Revel                      | Denis-Pierre Filippi                | Delcourt          | Alph-Art jeunesse 7-8 ans          |
| 2002  | Trolls de Troy, t. 5 : Les Maléfices de la Thaumaturge                      | Jean-Louis Mourier                  | Christophe Arleston                 | Soleil            | Alph-Art jeunesse 9-12 ans         |
| 2002  | Les Zinzin' venteurs, t. 1 : Total zinglés                                  | Bruno Madaule                       | Sylvia Douyé                        | Casterman         | Alph-Art jeunesse 7-8 ans          |
| 2002  | Les Zinzin' venteurs, t. 1 : Total zinglés                                  | Bruno Madaule                       | Jacky Goupil                        | Casterman         | Alph-Art jeunesse 7-8 ans          |
| 2003  | Zap Collège, t. 1 : Premières classes                                       | Téhem                               | Téhem                               | Glénat            | Alph-Art jeunesse 9-12 ans         |
| 2003  | Inspecteur Bayard, t. 12 : L'Inspecteur Bayard chez les stars               | Olivier Schwartz                    | Jean-Louis Fonteneau                | Bayard Presse     | Alph-Art jeunesse 7-8 ans          |
| 2004  | Luuna, t. 2 : Le Crépuscule du lynx                                         | Nicolas Keramidas                   | Crisse                              | Soleil            | Prix jeunesse 9-12 ans             |
| 2004  | Petit Vampire, t. 5 : Petit Vampire et la Soupe de caca                     | Joann Sfar                          | Joann Sfar                          | Delcourt          | Prix jeunesse 7-8 ans              |
| 2004  | Popotka le petit Sioux, t. 3 : Mahto                                        | Fred Simon                          | Fred Simon                          | Delcourt          | Prix jeunesse 7-8 ans              |
| 2005  | Lou !, t. 1 : Journal infime                                                | Julien Neel                         | Julien Neel                         | Glénat            | Prix jeunesse 9-12 ans             |
| 2005  | Les P'tits Diables, t. 2 : C’est pas nous                                   | Olivier Dutto                       | Olivier Dutto                       | Soleil            | Prix jeunesse 7-8 ans              |
| 2006  | Sillage, t. 8 : Nature humaine                                              | Philippe Buchet                     | Jean-David Morvan                   | Delcourt          | Prix jeunesse 9-12 ans             |
| 2006  | Yakari, t. 31 : Yakari et les Appaloosas                                    | Derib                               | Job                                 | Le Lombard        | Prix jeunesse 7-8 ans              |
| 2007  | Seuls, t. 1 : La Disparition                                                | Bruno Gazzotti                      | Fabien Vehlmann                     | Dupuis            | Prix jeunesse 9-12 ans             |
| 2007  | Tigres et Nounours (en)                                                     | Jack Lawrence (en)                  | Mike Bullock (en)                   | Bamboo            | Prix jeunesse 7-8 ans              |
| 2008  | Sillage, t. 10 : Retour de flammes                                          | Philippe Buchet                     | Jean-David Morvan                   | Glénat            | Essentiel jeunesse                 |
| 2009  | Le Petit Prince                                                             | Joann Sfar                          | Joann Sfar                          | Gallimard         | Essentiel jeunesse                 |
| 2010  | Lou !, t. 5 : Laser Ninja                                                   | Julien Neel                         | Julien Neel                         | Glénat            | Fauves d'Angoulême - prix jeunesse |
| 2011  | Les Chronokids, t. 3                                                        | Stan et Vince                       | Zep                                 | Glénat            | Fauves d'Angoulême - prix jeunesse |
| 2012  | Zombillénium                                                                | Arthur de Pins                      | Arthur de Pins                      | Dupuis            | Fauves d'Angoulême - prix jeunesse |
| 2013  | Les Légendaires : Origines t. 1 : Danaël                                    | Nadou                               | Patrick Sobral                      | Delcourt          | Fauves d'Angoulême - prix jeunesse |
| 2014  | Les Carnets de Cerise t. 2 : Le Livre d'Hector                              | Aurélie Neyret                      | Joris Chamblain                     | Soleil            | Fauves d'Angoulême - prix jeunesse |
| 2015  | Les Royaumes du Nord, t. 1                                                  | Clément Oubrerie                    | Stéphane Melchior                   | Gallimard         | Fauves d'Angoulême - prix jeunesse |
| 2016  | Le Grand Méchant Renard                                                     | Benjamin Renner                     | Benjamin Renner                     | Delcourt          | Fauves d'Angoulême - prix jeunesse |
| 2017  | La Jeunesse de Mickey                                                       | Tébo                                | Tébo                                | Glénat            | Fauves d'Angoulême - prix jeunesse |
| 2018  | La Guerre de Catherine                                                      | Claire Fauvel                       | Julia Billet                        | Rue de Sèvres     | Fauves d'Angoulême - prix jeunesse |
| 2019  | Le Prince et la Couturière                                                  | Jen Wang                            | Jen Wang                            | Akileos           | Fauves d'Angoulême - prix jeunesse |
| 2020  | Les Vermeilles                                                              | Camille Jourdy                      | Camille Jourdy                      | Actes Sud BD      | Prix jeunesse                      |
| 2020  | Le Tigre des neiges, t. 4                                                   | Akiko Higashimura                   | Akiko Higashimura                   | Le Lézard noir    | Prix jeunes adultes                |
| 2021  | Le Club des amis, t. 1                                                      | Sophie Guerrive                     | Sophie Guerrive                     | Éditions 2024     | Prix jeunesse 8-12 ans             |
| 2021  | Middlewest, t. 1                                                            | Jorge Corona \| Skottie Young       | Jorge Corona \| Skottie Young       | Urban comics      | Prix jeunesse 12-16 ans            |
| 2022  | Bergères Guerrières, t. 4                                                   | Jonathan Garnier \| Amélie Fléchais | Jonathan Garnier \| Amélie Fléchais | Glénat            | Prix jeunesse 8-12 ans             |
| 2022  | Snapdragon                                                                  | Kat Leyh                            | Kat Leyh                            | Kinaye            | Prix jeunesse 12-16 ans            |
| 2023  | La longue marche des dindes                                                 | Léonie Bischoff \| Kathleen Karr    | Léonie Bischoff \| Kathleen Karr    | Rue de Sèvres     | Prix jeunesse                      |
| 2023  | Toutes les Princesses meurent après minuit                                  | Quentin Zuttion                     | Quentin Zuttion                     | Le Lombard        | Prix spécial jury jeunesse         |
| 2024  | L'incroyable Mademoiselle Bang !                                            | Yoon-Sun Park                       | Yoon-Sun Park                       | Dupuis            | Prix jeunesse                      |
| 2024  | Bâillements de l'après-midi, t.1                                            | Shin'ya Komatsu                     | Shin'ya Komatsu                     | IMHO              | Prix spécial jury jeunesse         |
| 2025  | Retour à Tomioka                                                            | Michaël Crouzat                     | Laurent Galandon                    | Jungle            | Prix Jeunesse                      |